# Hajo Meyer

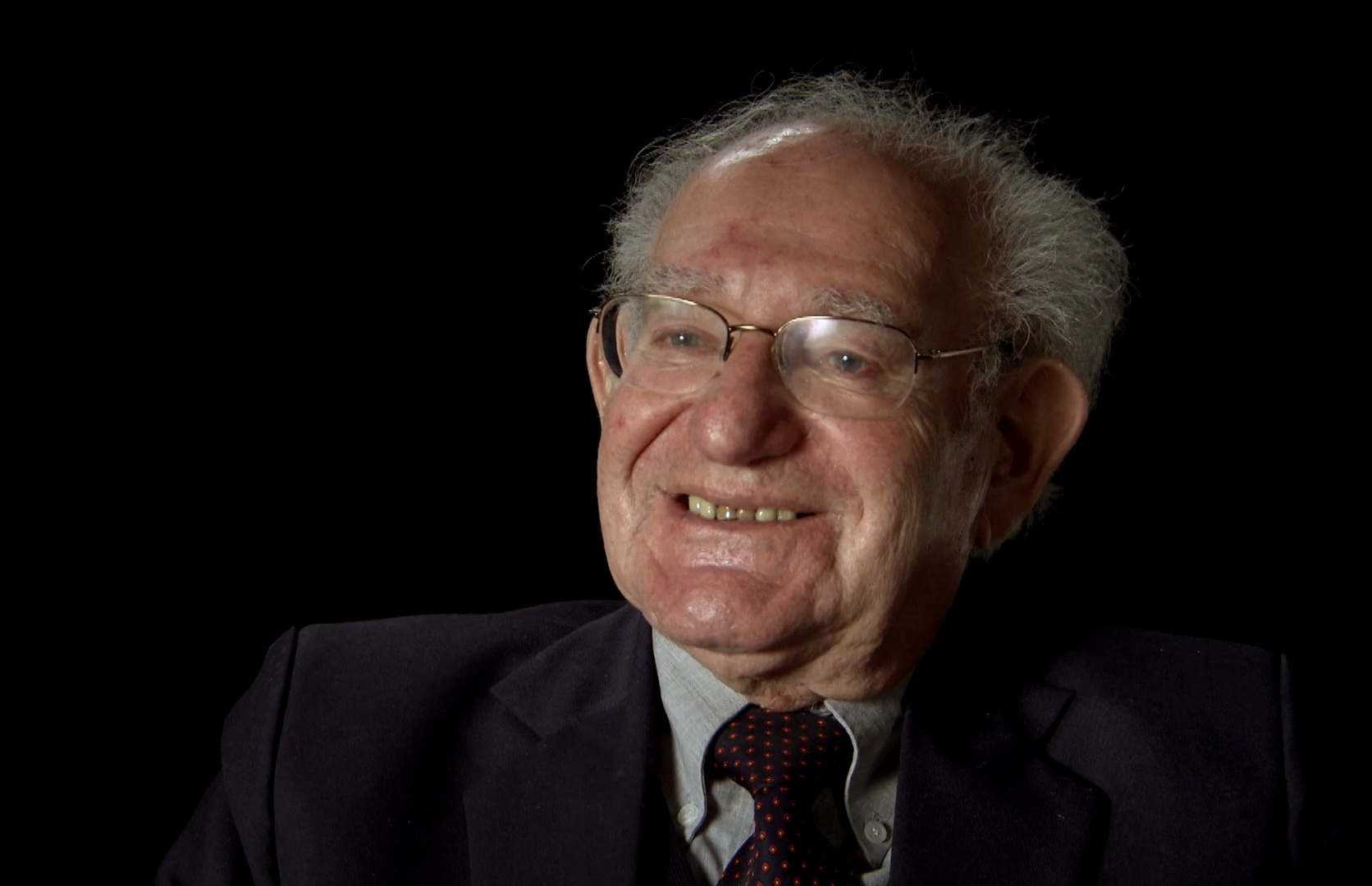
Hajo Meyer (2011)

Hans Joachim Gustav Meyer (* 12. August 1924 in Bielefeld; † 23. August 2014 in Heiloo) war ein deutsch-niederländischer Physiker, Autor und Auschwitz-Überlebender.

## Leben
Meyer wurde 1924 als Sohn des Rechtsanwalts Gustav Meyer (1884–1944) und dessen Frau Therese (geb. Melchior, 1890–1944) in Bielefeld geboren. Nach den Pogromen vom November 1938 und dem Verbot, aufgrund seiner jüdischen Herkunft weiter die Schule zu besuchen, floh 1938 auf Anraten seiner Eltern vor der nationalsozialistischen Verfolgung in die Niederlande. Ab 1943 versuchte er, sich dort zu verstecken, wurde aber nach einem Jahr gefangen genommen und neun Monate im KZ Auschwitz inhaftiert.
Nach der Befreiung kehrte er in die Niederlande zurück und studierte theoretische Physik an der Universität Amsterdam. Nach dem Abschluss ging er zu Philips ans  Philips Natuurkundig Laboratorium, wo er von Hendrik Casimir eingestellt wurde. Er war in der experimentellen Forschung (in der Kryogenik und über Gasentladungen) und als Herausgeber der Philips Technical Review tätig und wurde 1964 zum Leiter der Vakuumröhren-Forschungsabteilung ernannt. In dieser Funktion spielte er eine wichtige Rolle bei der Patentierung der Erfindungen von Hendrik de Lang zur Konversion optischer und elektrischer Signale. Ein paar Jahre später gründete Meyer eine Forschungsgruppe, die Optik, Feinmechanik und Photochemie miteinander verbindet und die den Grundstein für die Entwicklung wichtiger Produkte wie der Video-Langspielplatte, dem Vorläufer der Compact Disc und des Wafer Steppers zur lithografischen Chipherstellung legt.
Meyer arbeitete bis zu seiner Pensionierung bei Philips. Danach beschäftigte er sich mit Musikinstrumentenbau.
In seinen letzten Lebensjahren wurde er politisch aktiv. Er leitete unter anderem die NGO Een Ander Joods Geluid, welche die Nahostfriedensbemühungen zu unterstützen versuchte, indem sie die jüdische Gemeinschaft zur Diskussion über die israelische Regierungsmeinung anregt. Er war Mitglied des International Jewish Anti-Zionist Network zur Unterstützung der Rechte der Palästinenser. Meyer befürwortete auch Boycott, Divestment and Sanctions.
Für sein Buch Das Ende des Judentums, in dem er u. a. den Holocaust als eine „Laune der Geschichte“ bezeichnete, über eine zukünftige Absicht der Juden auf die Weltherrschaft spekulierte und die israelische Politik mehrfach mit der der Nationalsozialisten verglich, wurde Meyer von Henryk M. Broder scharf kritisiert. Broder bezichtigte ihn und seinen Verleger Abraham Melzer unter anderem, „den Adolf (zu) machen“, und bezeichnete beide als „Kapazitäten für angewandte Judäophobie“. Der Melzer Verlag erwirkte daraufhin eine einstweilige Verfügung gegen derartige Aussagen und löste damit eine vielbeachtete öffentliche Debatte aus. Nach einer gegen die einstweilige Verfügung gerichteten Klage Broders und einem Teilerfolg vor dem Landgericht Frankfurt, worin Broder untersagt worden war, Melzer und Meyer eine nationalsozialistische und judenfeindliche Gesinnung zu unterstellen, entschied das Oberlandesgericht Frankfurt letztinstanzlich, dass beide oben zitierten Aussagen Broders „nach allem, was in Meyers Buch steht und bei der Lesung in Leipzig gesagt wurde“, von der Meinungsfreiheit gedeckt und daher zulässig seien. Damit hob es die einstweilige Verfügung in Bezug auf die gegen Meyer gerichteten Aussagen in vollem Umfang wieder auf. Insbesondere wurde festgestellt, dass es auch einen von Juden ausgehenden Antisemitismus geben könne.
Hajo Meyer war zusammen mit Rolf Verleger und Ruth Asfour im Beirat des zuletzt bis 2012 im Melzer Verlag erschienenen antizionistischen Zweimonats-Magazins Semit.
Meyer war Mitglied der Partei GroenLinks.

## Veröffentlichungen
- Das Ende des Judentums, Neu-Isenburg 2005, ISBN 3-937389-58-X
- Das Ende des Judentums in: Georg Meggle (Hrsg.): Deutschland, Israel, Palästina. Streitschriften. Europäische Verlagsanstalt, Hamburg, 2007, S. 191–304, Inhalt, ISBN 978-3-434-50605-8.
- Tragisches Schicksal. Das deutsche Judentum und die Wirkung historischer Kräfte – Eine Übung in angewandter Geschichtsphilosophie, Frank & Timme, Berlin 2008, ISBN 978-3-86596-174-7
- Judentum, Zionismus, Antizionismus und Antisemitismus. Versuch einer Begriffsbestimmung, Frank & Timme, Berlin 2009, ISBN 978-3-86596-226-3
- Die Wiederkehr des Bösen. Texte zu Antisemitismus und Antizionismus, Frank & Timme, Berlin 2011, ISBN 978-3-86596-383-3
- Briefe eines Flüchtlings 1939–1945. Ein jüdischer Junge im holländischen Exil, Frank & Timme, Berlin 2014, ISBN 978-3-86596-538-7